# Regale (strumento musicale)
Il regale è un piccolo organo positivo, particolarmente popolare fra il XV e il XVII secolo.

## Definizione
Il regale è uno strumento aerofono a tastiera dotato di canne ad ancia battente e di due mantici. Il suono è prodotto dalle ance fissate su fessure realizzate sulla tabula summa. L'estensione più comune per la tastiera del regale è di quattro ottave, in genere con la prima ottava corta. Il regale, grazie alle sue piccole dimensioni, era facilmente trasportabile, e il suo uso maggiore era nelle chiese.
Nonostante questo, Michael Praetorius, nel 1618, parlò di un grosso regale in uso presso alcune corti principesche tedesche, dotato di registri da 8' e 4', e, talvolta, 16', con due mantici all'interno della cassa. Una versione più piccola del regale, e più diffusa a causa della struttura pieghevole, è il Bibelregal.
Claudio Monteverdi, nel 1607, inserì il regale nella sua opera L'Orfeo.

## L'omonimo registro
Esiste anche un omonimo registro, molto utilizzato dagli organari a partire dal XVI secolo, il cui suono è prodotto allo stesso modo del regale.

## Galleria d'immagini

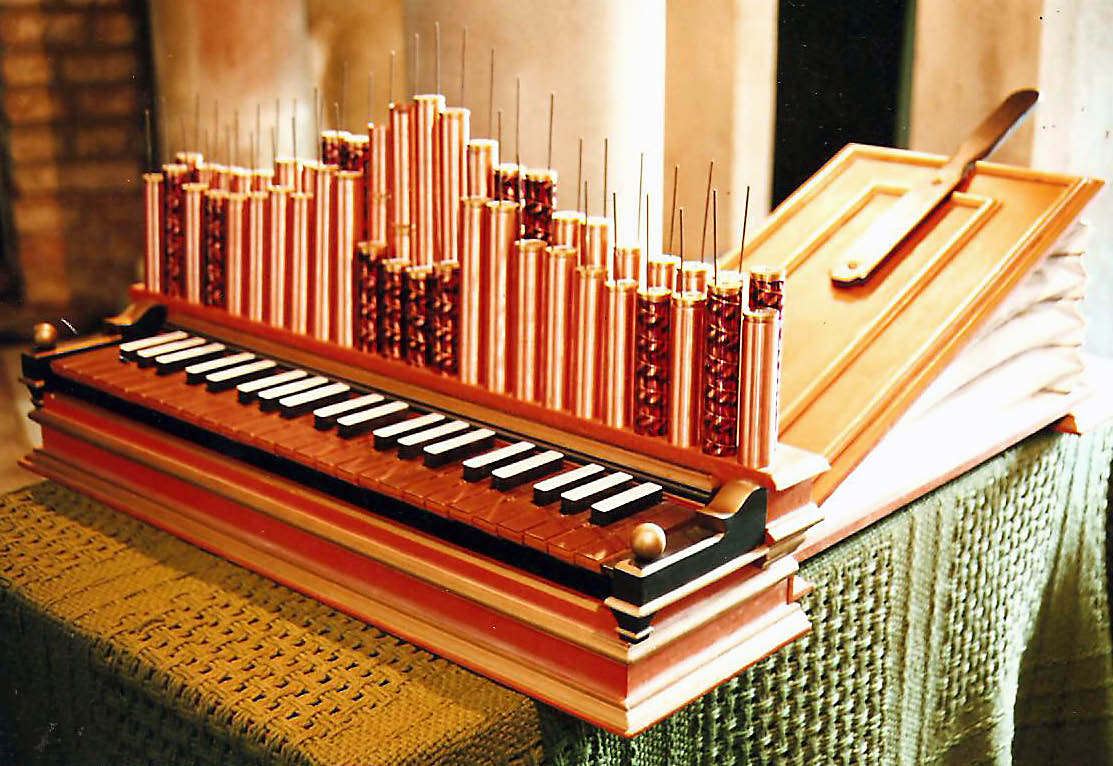
Regale prima del XVI secolo
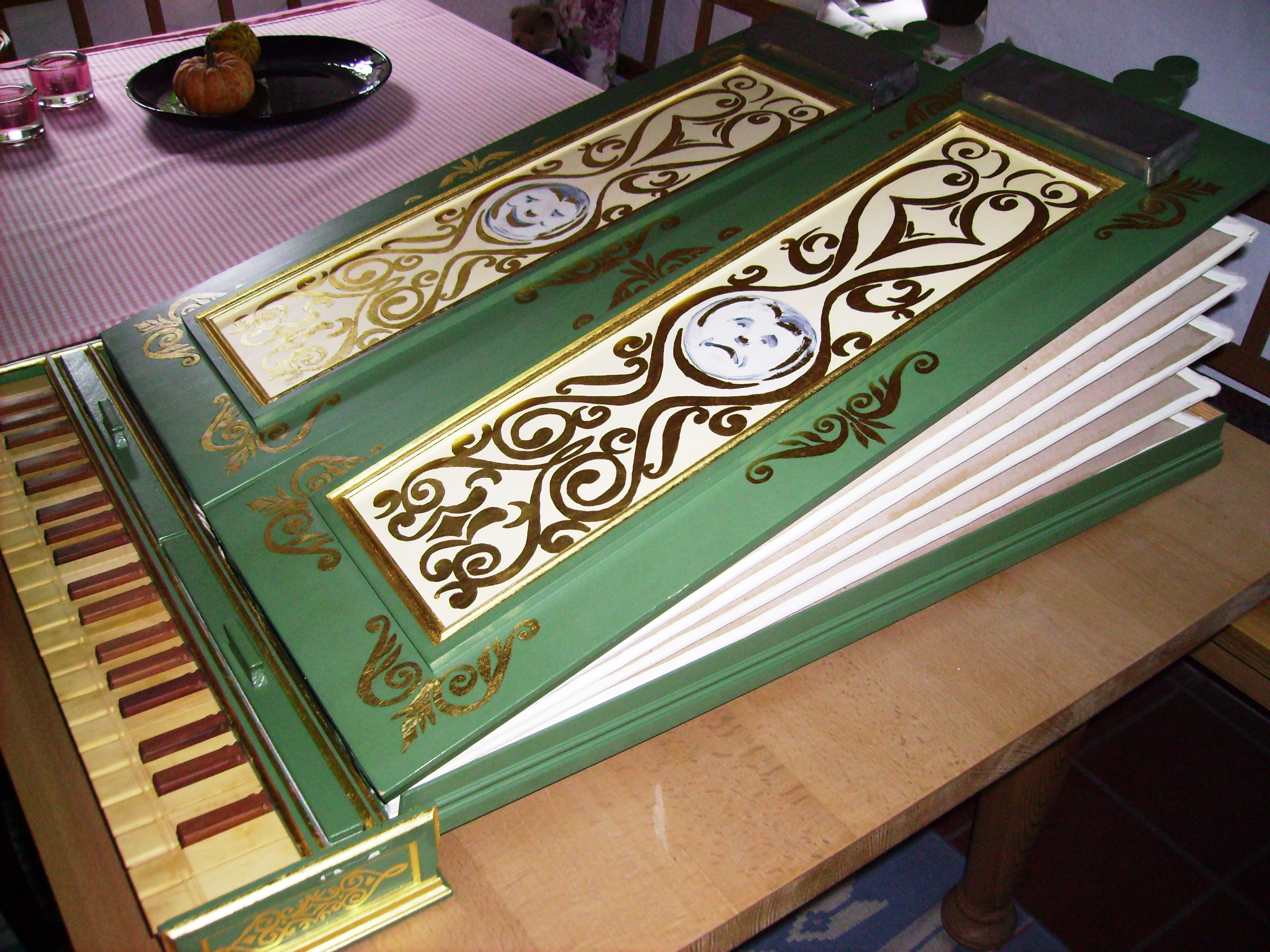
Regale dopo il XVI secolo
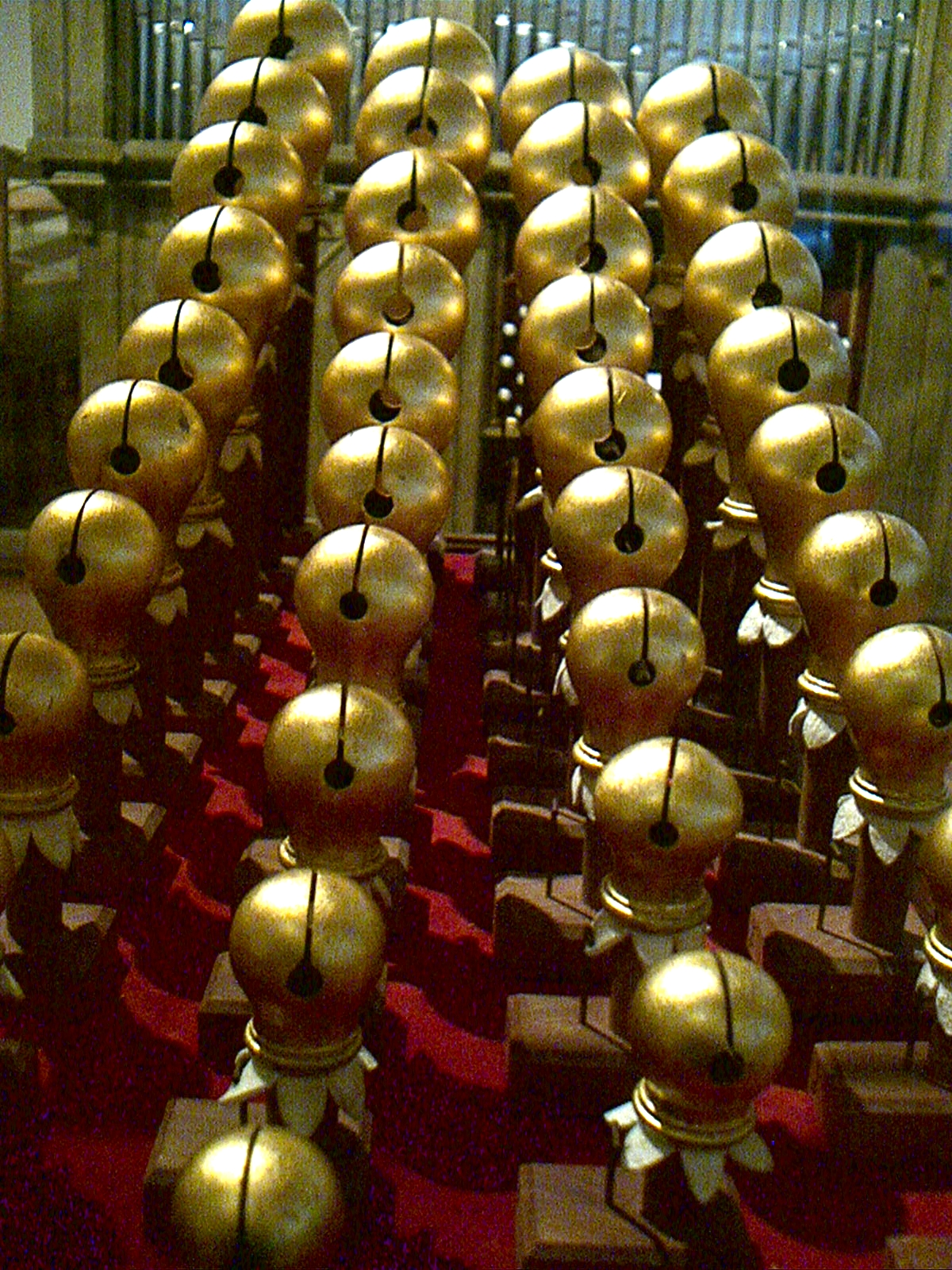
Le caratteristiche canne dell'Apfelregal